# Malakpur, SBS Nagar
Malakpur é uma aldeia no distrito de Shaheed Bhagat Singh Nagar, do estado de Punjab, Índia. Ela está localizada a 17 quilómetros de distância de Balachaur, a 19.5 quilómetros de Nawanshahr, a 24 quilómetros da sede do distrito Shaheed Bhagat Singh Nagar e a 85 quilómetros da capital Chandigarh. A aldeia é administrada por um Sarpanch, um representante eleito da aldeia.

## Demografia
De acordo com o censos de 2011, a aldeia tem um número total de 73 casas e uma população de 353 elementos, dos quais 190 são do sexo masculino e 163 são do sexo feminino de acordo com o relatório publicado pelo Censo da Índia em 2011. A taxa de alfabetização da aldeia é 92.24%, sendo a média do estado 75.84%. A população de crianças sob a idade de 6 anos é de 31, que é 8.78% da população total da aldeia, e a relação do sexo das criança é aproximadamente 1067, quando comparada à média do estado de Punjab de 846. Uma porção das pessoas é de Schedule Caste, constituindo cerca de 3.68% da população da aldeia. De acordo com o relatório publicado pelo Censo da Índia em 2011, 132 pessoas estavam envolvidas em actividades de trabalho fora da população total da aldeia que inclui 108 homens e 24 mulheres. De acordo com o relatório de pesquisa de censo de 2011, 69.70% dos trabalhadores descrevem seu trabalho como principal trabalho e 30.30% dos trabalhadores estão envolvidos na actividade marginal, que fornece subsistência por menos de 6 meses.

## Transporte
A estação ferroviária de Nawanshahr é a estação de comboio mais próxima, no entanto, a estação ferroviária de Garhshankar fica a 28 quilómetros de distância da aldeia. O Aeroporto de Sahnewal é o aeroporto doméstico mais próximo, encontrando-se a 63 quilómetros, em Ludhiana, e o aeroporto internacional mais próximo fica situado em Chandigarh. Outro aeroporto internacional, o de Sri Guru Ram Dass Jee, é o segundo aeroporto internacional mais próximo, que fica a 171 quilómetros, em Amritsar.